# Piste olympique de bobsleigh de l'Alpe d'Huez
Ne doit pas être confondu avec Piste de bobsleigh de l'Alpe d'Huez.
La piste olympique de bobsleigh de l'Alpe d'Huez était une piste de bobsleigh de France, à l'Alpe d'Huez, station de sports d'hiver d'Isère, dans le massif des Grandes Rousses. Elle est construite en remplacement d'une précédente piste afin accueillir les épreuves de bobsleigh des Jeux olympiques d'hiver de 1968 dont la ville-hôte est Grenoble. Les difficultés d'exploitation liées notamment au fait qu'elle est orientée plein sud font qu'elle est rapidement désaffectée après les épreuves olympiques ; elle est démolie petit à petit au gré des aménagements de la station au cours des décennies suivantes.

## Caractéristiques
La piste est située à l'Alpe d'Huez, station de sports d'hiver de l'Isère sur la commune d'Huez. Le site constitue l'adret du col du Poutran, au pied de la Grande Sure et du rocher Tabeurle, sous le pic de l'Herpie, un sommet des Grandes Rousses,,,,,. La station de l'Alpe d'Huez, le téléphérique des Grandes-Rousses et l'ancienne piste de bobsleigh se trouvent au sud.
La piste comporte six virages, quatre courbes et un labyrinthe sur 1 500 mètres de longueur, entre 2 030 et 1 890 mètres d'altitude soit un dénivelé de 140 mètres,,,,,. Sa pente maximale est de 14,2 %, la minimale de 5,7 % et la moyenne de 9,33 %. Le rayon maximum des virages est de 124 mètres et le minimum de 24 mètres.
Elle est équipée de 165 candélabres d'une puissance de 50 lux dans les virages et de 25 lux dans les lignes droites, de 45 haut-parleurs et d'un réseau de téléphone propre composé de 9 postes aux extrémités et dans les virages. Les virages nos 6, 9 et 12 sont réfrigérés à détente d'ammoniac ou à l'azote liquide et le dos de leurs murs en béton sont remblayés afin de garantir leur englacement car trop exposés au soleil. En complément de ces installations, des panneaux de toile de jute sont disposés le long du parcours afin de projeter de l'ombre sur la glace. La piste est doublée d'une voie de quatre mètres de largeur utilisée par les spectateurs et pour des besoins de service.

## Histoire

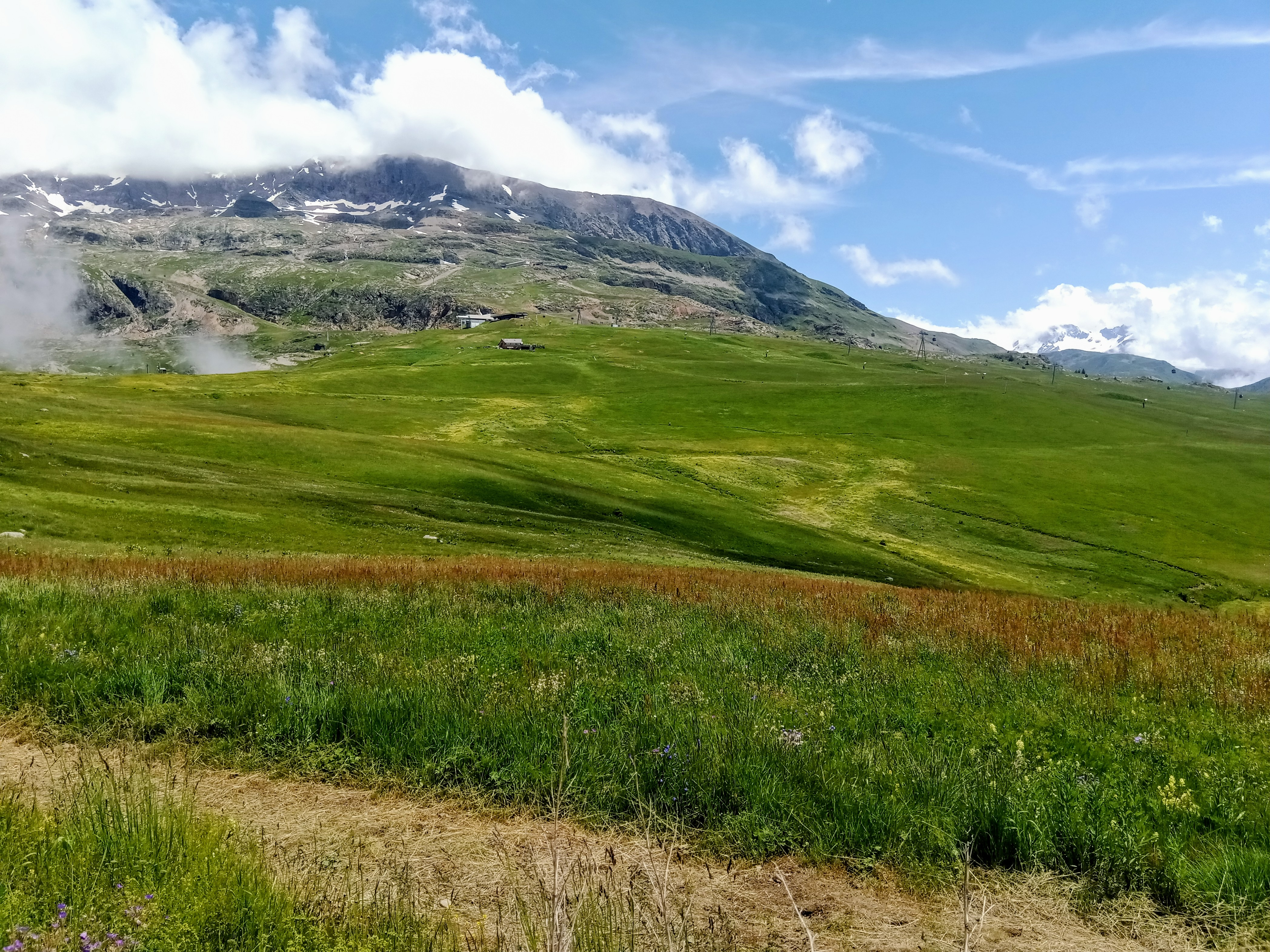
Vestiges de la piste en 2024 : la différence de couleur de l'herbe sur l'adret du col du Poutran souligne le tracé de la piste dominée par le pic de l'Herpie.

La station de l'Alpe d'Huez est retenue pour les épreuves de bobsleigh des Jeux olympiques d'hiver de 1968 grâce à sa capacité hôtelière, son altitude à 1 860 mètres et son ensoleillement élevé,,. La première piste de bobsleigh construite à l'occasion des championnats du monde 1951, est alors délaissée car elle ne répond pas aux attentes des organisateurs. Elle laisse alors place à une nouvelle structure située de l'autre côté du téléphérique des Grandes-Rousses,.
La construction de la piste olympique et des différents aménagements par l'entreprise Manin s'effectue sur sept mois, de juillet 1966 à janvier 1967,, pour un coût de 6,7 millions de francs, dont 5,5 millions de francs pour la seule piste de bobsleigh. Sa conception par l'architecte italien Luciano Galli,, utilise notamment des éléments préfabriqués en béton, construits dans la carrière du Vénéon, au Bourg-d'Oisans, à vingt kilomètres du site, 800 mètres plus bas dans la vallée ; il s'agit alors de la première piste de bobsleigh entièrement en béton au monde. La montée de l'Alpe d'Huez est également élargie et son tracé rectifié pour l'occasion,, la route départementale 211f dite « entrée Est » qui permet d'éviter de traverser la station est tracée et l'altiport est construit.
Les 33e championnats du monde de bobsleigh en février 1967 devaient inaugurer la piste mais ils sont annulés. La compétition olympique se déroule du 8 au 11 février 1968 mais de nuit afin de bénéficier des températures les plus froides,,. La piste est englacée dès décembre 1967 avec de la neige arrosée d'eau dans les lignes droites et avec des pains de glace dans les virages, ce qui nécessite l'acheminement de 300 tonnes de glace depuis Grenoble avec le renfort de l'armée. L'Italie remporte l'or dans les deux épreuves masculines en bobsleigh à deux et à quatre. Seules les épreuves olympiques de bobsleigh se déroulent à l'Alpe d'Huez, celles de luge qui se font traditionnellement sur la même piste sont organisées cette fois-ci sur le site de Villard-de-Lans dans le massif du Vercors.
Après la fin des épreuves olympiques, son exploitation s'avère en fin de compte délicate en raison de son exposition plein sud qui rend son englacement compliqué,. Tombant rapidement en désaffection, il est décidé de sa fermeture mais sa destruction étant jugée trop couteuse, elle est finalement démolie par petits tronçons en fonction des aménagements des pistes au cours des décennies suivantes. La piste verte de ski « Piste de bob » qui passe sur le site de la piste de bobsleigh constitue l'un des rares témoignages de cette ancienne installation sportive.